# Laurens (voornaam)
Laurens is een voornaam, afgeleid van het Latijnse Laurentius. 

## Varianten
- Laurent, Lecroix (Frans)
- Laurenz, Lorenz of Lorentz (Duits)
- Lorenzo (Spaans, Italiaans)
- Lawrence (Engels)
- Lecourant (Catalaans)
- Wawrzyniec (Pools)
- vrouwelijke varianten: Laurentien, Laura, Lauren, Laurence
- Afgeleiden: Rens of Renske

## Beroemde naamdragers
- Lawrence of Arabia, Brits schrijver en militair
- Laurent Blanc, Frans voetballer en voetbaltrainer
- Laurens Jan Brinkhorst, Nederlands politicus
- Laurent van België, Prins van België
- Laurens ten Dam, wielrenner
- Laurent Desbiens, Frans wielrenner
- Laurent Deville, Luxemburgs voetballer
- Laurent Fabius, Frans politicus
- Laurent Fignon, Frans wielrenner
- Laurent Gbagbo, Ivoriaans politicus
- Laurent Jalabert, Frans wielrenner
- Laurens Janszoon Coster, Nederlands uitvinder
- Lorenzo Monaco, Florentijns schilder
- Lorenz van Oostenrijk-Este, echtgenoot van Astrid van België
- Lorenz von Stein, Duits econoom uit de 19e eeuw
- Laurent Schonckert, Luxemburgs voetballer
- Lorenzo Staelens, Belgisch voetballer

- Laurens
- Laurens-Jan Brinkhorst
- Laurens (Frankrijk)
- Laurens (Hérault)
- Laurens (Iowa)
- Laurens (South Carolina)
- Laurens (voornaam)
- Laurens Alma-Tadema
- Laurens Alma Tadema
- Laurens Appeltans
- Laurens Bart
- Laurens Bicker
- Laurens Bisscheroux
- Laurens Bodaan
- Laurens Bogtman
- Laurens Bol
- Laurens Bon
- Laurens Brandligt
- Laurens Brandligtdam
- Laurens Brantligt
- Laurens Cherchye
- Laurens County
- Laurens County (Georgia)
- Laurens County (South Carolina)
- Laurens Craen
- Laurens Dassen
- Laurens De Bock
- Laurens De Keyzer
- Laurens De Mets
- Laurens De Metsstraat 49
- Laurens De Plus
- Laurens De Vreese
- Laurens Devos
- Laurens Geels
- Laurens Gerhard Marinus Baas Becking
- Laurens Gerrets
- Laurens Goemaere
- Laurens Hammond
- Laurens Hogebrink
- Laurens Hoogteiling
- Laurens Huizenga
- Laurens Huys
- Laurens II Keldermans
- Laurens Ivens
- Laurens J. Bol
- Laurens Jacobsz
- Laurens Jan Anjema
- Laurens Jan Brinkhorst
- Laurens Janszoon Coster
- Laurens Janszoon Costerprijs
- Laurens Joensen
- Laurens Johannes Bol
- Laurens Jozef Lelivelt
- Laurens Keldermans II
- Laurens Kirkels
- Laurens Koolemans-Beijnen
- Laurens Koolemans Beijnen
- Laurens Leeuwenhoek
- Laurens Leurs
- Laurens Looij
- Laurens Looije
- Laurens Looy
- Laurens Louis Spengler
- Laurens Maldrie
- Laurens Melotte
- Laurens Mets
- Laurens Molenkamp
- Laurens Mélotte
- Laurens Neede
- Laurens Op ten Noort
- Laurens P. Bicker
- Laurens Pannecoucke
- Laurens Paulussen
- Laurens Philippe Charles van den Bergh
- Laurens Pieter van de Spiegel
- Laurens Pijl
- Laurens Praalder
- Laurens Praelder
- Laurens Punt
- Laurens Reael
- Laurens Rijnbeek
- Laurens Rijnhart Beijnen
- Laurens Siebers
- Laurens Spengler
- Laurens Spengler (1677-1730)
- Laurens Spengler (1741-1811)
- Laurens Storm van 's Gravesande
- Laurens Straub
- Laurens Sweeck
- Laurens Symons
- Laurens Ten Dam
- Laurens Theodorus Gronovius
- Laurens Tromer
- Laurens Vanthoor
- Laurens Veldt
- Laurens Verboom
- Laurens Vermijl
- Laurens Walraven
- Laurens Walter Walraven
- Laurens Wauters
- Laurens de Graaf
- Laurens de Graaf (burgemeester)
- Laurens de Graaf (piraat)
- Laurens de Man
- Laurens de Vreese
- Laurens de Witte van Citters
- Laurens melotte
- Laurens op ten Noort
- Laurens op ten Noort (1847-1924)
- Laurens op ten Noort (1906-1970)
- Laurens op ten Noort (1906-1977)
- Laurens ten Cate
- Laurens ten Dam
- Laurens ten Den
- Laurens ten Heuvel
- Laurens van Bronckhorst
- Laurens van Dijk
- Laurens van Gastel
- Laurens van Hoepen
- Laurens van Kuik
- Laurens van Ravens
- Laurens van Rooyen
- Laurens van Saksen-Coburg
- Laurens van Santen
- Laurens van de Spiegel
- Laurens van den Acker
- Laurens van den Bleeck
- Laurens van der Post
- Laurens van der Tang
- Laurens van der Vinne
- Laurens van der Vinne (I)
- Laurensberg
- Laurenskerk
- Laurenskerk (Kolhorn)
- Laurenskerk (Rotterdam)
- Laurenspenning
- Laurensziekenhuis